# Dermot Kennedy
Dermot Joseph Kennedy, född 13 december 1991 i Rathcoole sydväst om Dublin, är en irländsk sångare och låtskrivare. Han är känd för sina singlar "Outnumbered" (2019), "Power Over Me" (2019) och "Giants" (2020), samt för att ha medverkat på den italienska musikgruppen Meduzas singel "Paradise" år 2020. Han har skivkontrakt med Interscope Records i USA, samt med Island Records för resten av världen. Han har under sin karriär hunnit släppa totalt två album, vid namn Without Fear (släppt den 4 oktober 2019) och Sonder (släppt den 18 november 2022), samt en EP, I've Told the Trees Everything, släppt den 15 mars 2024.